# رفق
الرفق لغةً:
ضد العنْف، وهو لين الجانب، ويقال: رَفَق بالأَمر وله وعليه يَرْفُق رِفْقًا، ومرفقًا: لان له جانبه وحسن صنيعه. ورَفُقَ يَرْفُقُ ورَفِقَ لطف ورفَقَ بالرجل وأَرْفَقه بمعنى وكذلك تَرفَّق به.
واصطلاحًا:
قال ابن حجر في تعريف الرِّفق: (هو لين الجانب بالقول، والفعل، والأخذ بالأسهل، وهو ضد العنف).
وقال القاري: (هو المداراة مع الرفقاء، ولين الجانب، واللطف في أخذ الأمر بأحسن الوجوه، وأيسرها).

## الرفق والحث عليه في القرآن
- قال تعالى (في سورة آل عمران):﴿فَبِمَا رَحْمَةٍ مِنَ اللَّهِ لِنْتَ لَهُمْ وَلَوْ كُنْتَ فَظًّا غَلِيظَ الْقَلْبِ لَانْفَضُّوا مِنْ حَوْلِكَ فَاعْفُ عَنْهُمْ وَاسْتَغْفِرْ لَهُمْ وَشَاوِرْهُمْ فِي الْأَمْرِ فَإِذَا عَزَمْتَ فَتَوَكَّلْ عَلَى اللَّهِ إِنَّ اللَّهَ يُحِبُّ الْمُتَوَكِّلِينَ ۝١٥٩﴾ [آل عمران:159].

(يقول تعالى مخاطبًا رسوله ﷺ، ممتنًّا عليه وعلى المؤمنين فيما ألان به قلبه على أمته، المتبعين لأمره، التاركين لزجره، وأطاب لهم لفظه: «فَبِمَا رَحْمَةٍ مِّنَ اللّهِ لِنتَ لَهُمْ» أي: أي شيء جعلك لهم لينًا لولا رحمة الله بك وبهم).
- وقال سبحانه مخاطبًا الرسول: "وَاخْفِضْ جَنَاحَكَ لِمَنِ اتَّبَعَكَ مِنَ الْمُؤْمِنِينَ" [الشعراء: 215] (أي: ارفق بهم وألن جانبك لهم).[5]
- وقال سبحانه (في سورة طه): ﴿اذْهَبَا إِلَى فِرْعَوْنَ إِنَّهُ طَغَى ۝٤٣ فَقُولَا لَهُ قَوْلًا لَيِّنًا لَعَلَّهُ يَتَذَكَّرُ أَوْ يَخْشَى ۝٤٤﴾ [طه:43–44].

فقوله تعالى: «فَقُولا لَهُ قَوْلاً لَّيِّنًا» (أي: سهلًا لطيفًا، برفق ولين وأدب في اللفظ من دون فحش ولا صلف، ولا غلظة في المقال، أو فظاظة في الأفعال، لَّعَلَّهُ بسبب القول اللين يَتَذَكَّرُ ما ينفعه فيأتيه، أَوْ يَخْشَى ما يضره فيتركه، فإنَّ القول اللين داع لذلك، والقول الغليظ منفر عن صاحبه).

## الرفق في أخلاق النبي
الرفق من خلق الرسول وهو اللطف في المعاملة، ولين الجانب في القول والفعل، وهو ضد العنف وقد كان رسول الله ﷺ أرفق الناس وأبعدهم عن التشديد والتعسير والفظاظة والغلظة، وكان رفيقًا هيِّنًا ليِّنًا سهلًا، في تعامله، وفي أقواله وأفعاله، وكان يحب الرِّفق، ويحث النَّاس على الرِّفق، ويرغِّبهم فيه.

والإنسان إذا اتصف بهذا الخلق الكريم وسلك طريق اللطف واللين في معاملة الناس نال الاجر والثواب العظيم من الله، وكان الوصول إلى ما يريد أقرب وأسهل. 
روي أن رسول اللّه ﷺ قال: 
| رفق | إن الله رفيق يحب الرفق ويعطي على الرفق ما لا يعطي على العنف وما لا يعطي على ما سواه | رفق |

 رواه مسلم في صحيحه
- ولقد كان ﷺ رفيقًا بقومه رغم أذيتهم له، فـقد روي:

| عن عروة أنَّ عائشة زوج النَّبي ﷺ حدثته أنَّها قالت للنبي ﷺ، هل أتى عليك يوم كان أشد من يوم أحد؟ |
| قال ﷺ: لقد لقيت من قومك ما لقيت، وكان أشدَّ ما لقيت منهم يوم العقبة، إذ عرضت نفسي على ابن عبد يَالِيلَ بن عبد كُلال، فلم يجبني إلى ما أردت، فانطلقت وأنا مهموم على وجهي فلم أستفق إلا وأنا بقرن الثعالب، فرفعت رأسي، فإذا أنا بسحابة قد أظلتني، فنظرت فإذا فيها جبريل فناداني، فقال: إنَّ الله قد سمع قول قومك لك، وما ردوا عليك، وقد بعث إليك ملك الجبال لتأمره بما شئت فيهم، فناداني ملك الجبال فسلَّم علي، ثُمَّ قال: يا محمد، فقال: ذلك فيما شئت، إن شئت أن أُطبق عليهم الأخشبين؟ فقال النَّبي ﷺ: بل أرجو أن يخرج الله من أصلابهم من يعبد الله وحده لا يشرك به شيئًا. |

-الأخشبين: أي جَبَلَي مكة
| وعن عبادة بن شرحبيل قال: أصابنا عام مخمصة، فأتيت المدينة، فأتيت حائطًا من حيطانها، فأخذت سنبلًا ففركته فأكلته، وجعلته في كسائي، فجاء صاحب الحائط، فضربني وأخذ ثوبي، فأتيت النَّبي ﷺ، فأخبرته، فقال ﷺ للرجل: ما أطعمته إذ كان جائعًا، أو ساغبًا، ولا علمته إذ كان جاهلًا، فأمره النَّبي ﷺ، فردَّ إليه ثوبه، وأمر له بوسق من طعام، أو نصف وسق |

فبالرفق والتيسير واللين والسماحة تُفتَح مغاليق القلوب، وتكون التربية ويكون التعليم، لا بالعنف والتعسير والشدة والمؤاخذة، ولكن بالتيسير والتبشير؛ وهذا هو هدي نبينا المصطفى صلى الله عليه وسلم، وهذه هي وصيته. ففي صحيح مسلم عَنْ أَبِي مُوسَى، قَالَ: كَانَ رَسُولُ اللَّهِ ﷺ: إِذَا بَعَثَ أَحَدًا مِنْ أَصْحَابِهِ فِي بَعْضِ أَمْرِهِ قَالَ:
| «           | بَشِّرُوا وَلَا تُنَفِّرُوا، وَيَسِّرُوا وَلَا تُعَسِّرُوا | » |
| — صحيح مسلم |                                     |   |

ذلك أن الناس ينفرون بطبائعهم من الفظاظة والخشونة والعنف، ويألفون الرقة واللين والرفق، ولذا قال ربنا سبحانه وتعالى لنبيه الكريم: ﴿ وَلَوْ كُنْتَ فَظًّا غَلِيظَ الْقَلْبِ لَانْفَضُّوا مِنْ حَوْلِكَ ﴾ [آل عمران: 159].
فمُحال أن يأتي الإصلاح بعنف، ومحال أن يكون التغيير إلى الخير بالشدة والعنف، فالدعوة تحتاج إلى رفق، والنصيحة تحتاج إلى رفق، والتعليم يحتاج إلى رفق، والتربية تحتاج إلى رفق، وهذا هو منهج حبيبنا المصطفى ﷺ في معالجة الأمور، ومواجهة الأحداث، وتهذيب النفوس، وتربية الأجيال، وتعليم الجاهل، وتنبيه المسيء..
- ولقد كان ﷺ رفيقًا في تعليمه للجاهل، فقد روي عن أنس بن مالك  قال:

-(* مه مه: اسم فعل أمر معناه: اكفف.، -** لا تزرموه: أي لا تقطعوا عليه بوله.)
- كما أنَّه ﷺ كان يُبيِّن للناس الأمور بالرِّفق، ومن ذلك الشاب الذي طلب منه أن يأذن له بالزنى، فعن أبي أمامة قال:

((إن فتى شابًّا أتى النَّبي ﷺ فقال: يا رسول الله ائذن لي بالزنا، فأقبل القوم عليه فزجروه، وقالوا: مه مه، فقال ﷺ: ادْنُه، فدنا منه قريبًا، قال: فجلس، قال: أتحبُّه لأمِّك؟ قال: لا والله جعلني الله فداءك، قال: ولا النَّاس يحبونه لأمهاتهم، قال: أفتحبه لابنتك؟ قال: لا والله يا رسول الله، جعلني الله فداءك، قال: ولا النَّاس يحبونه لبناتهم، قال: أفتحبه لأختك؟ قال: لا والله جعلني الله فداءك، قال: ولا النَّاس يحبونه لأخواتهم؟ قال: أفتحبه لعمتك؟ قال: لا والله جعلني الله فداءك، قال: ولا النَّاس يحبونه لعماتهم، قال: أفتحبه لخالتك؟ قال: لا والله جعلني الله فداءك، قال: ولا النَّاس يحبونه لخالاتهم، قال: فوضع يده عليه، وقال: اللهم اغفر ذنبه، وطهر قلبه، وحصن فرجه، فلم يكن بعد ذلك الفتى يلتفت إلى شيء))
- وكان ﷺ رفيقًا بنسائه، فعن أنس بن مالك :

| ((أن النَّبي ﷺ أتى على أزواجه، وسَوَّاق يسُوقُ بهنَّ يُقال له: أَنْجَشَة، وكان يَحْدُو للإبل ببعض الشعر حتى تسرع على حِدَائه، فقال له النبي: ويحك يا أَنْجَشَة، رُوَيدًا سَوْقَك القوارير)). |

أي تمهل فأنت تقود النساء وشبههن بالقوارير رأفة ورحمة ورفقاً بهن.

## الرفق في أحاديث الرسول صلى الله عليه وسلم
روي أن رسول اللّه ﷺ قال: 
| رفق | إن الله يحب الرفق في الأمر كله. | رفق |

روي أن رسول اللّه ﷺ قال: 
| رفق | من يحرم الرفق يحرم الخير كله. | رفق |

(يعني أنَّ الإنسان إذا حرم الرِّفق في الأمور فيما يتصرف فيه لنفسه، وفيما يتصرف فيه مع غيره، فإنَّه يحرم الخير كله، أي: فيما تصرَّف فيه، فإذا تصرَّف الإنسان بالعنف والشدة، فإنَّه يحرم الخير فيما فعل، وهذا شيء مجرَّبٌ ومشاهد، أنَّ الإنسان إذا صار يتعامل بالعنف والشِّدَّة؛ فإنَّه يحرم الخير ولا ينال الخير، وإذا كان يتعامل بالرِّفق والحلم والأناة وسعة الصدر؛ حصل على خيرٍ كثير، وعلى هذا فينبغي للإنسان الذي يريد الخير أن يكون دائمًا رفيقًا حتى ينال الخير.)
وقال الغزالي: الرفق محمود وضده العنف والحدة، والعنف ينتجه الغضب والفظاظة، والرفق واللين ينتجهما حسن الخلق والسلامة، والرفق ثمرة لا يثمرها إلا حسن الخلق، ولا يحسن الخلق إلا بضبط قوة الغضب، وقوة الشهوة وحفظهما على حد الاعتدال، ولذلك أثنى المصطفى على الرفق وبالغ فيه.
- قال رسول الله ﷺ: «من أعطي حظه من الرفق فقد أعطي حظه من الخير، ومن حرم حظه من الرفق فقد حرم حظه من الخير».[15]

قال سفيان الثوري لأصحابه: أتدرون ما الرفق؟ هو أن تضع الأمور مواضعها، الشدة في موضعها، واللين في موضعه، والسيف في موضعه، والسوط في موضعه.
روي أن رسول اللّه ﷺ قال: 
| رفق | يا عائشة من حرم حظه من الرفق حرم حظه من خير الدنيا والآخرة. | رفق |

قال المناوي: إذ بالرفق تنال المطالب الأخروية والدنيوية وبفوته يفوتان.
- قال رسول الله ﷺ: « يا عائشة ! إن الله رفيق يحب الرفق، ويعطي على الرفق ما لا يعطي على العنف، وما لا يعطي على ما سواه » أي:

1. إن الله لطيف بعباده يريد بهم اليسر ولا يريد بهم العسر، فلا يكلفهم فوق طاقتهم بل يسامحهم ويلطف بهم.
2. ويعطي علي الرفق ، في الدنيا من الثناء الجميل ونيل المطالب وتسهيل المقاصد، وفي العقبى من الثواب الجزيل
3. مالا يعطي على العنف ، أي الشدة والمشقة، ووصف اللّه سبحانه وتعالى نفسه بالرفق إرشاداً وحثاً لنا على تحري الرفق في كل أمر.

- قال رسول الله ﷺ: « إن الله عز وجل يحب الرفق ويرضاه ويعين عليه ما لا يعين على العنف ».[17]

وكل ما في الرفق من الخير ففي العنف من الشر مثله، نبه به على وطاءة الأخلاق وحسن المعاملة وكمال المجاملة.
روي أن رسول اللّه ﷺ قال: 
| رفق | إن الرفق لا يكون في شيء إلا زانه، ولا ينزع من شيء إلا شانه. | رفق |

فالرفق خير في أمر الدين وأمر الدنيا حتى في معاملة المرء نفسه ويتأكد ذلك في معاشرة من لا بد للإنسان من معاشرته كزوجته وخادمه وولده فالرفق محبوب مطلوب مرغوب.
روي أن رسول اللّه ﷺ قال: 
| رفق | إذا أراد الله بأهل بيت خيرا أدخل عليهم الرفق | رفق |

وذلك بأن يرفق بعضهم ببعض، وذكر الخير بصيغة النكرة لإفادة التعميم، أي إذا أراد جميع الخير والمقام يقتضيه.
- قال رسول الله ﷺ: « إن الله إذا أحب أهل بيت أدخل عليهم الرفق ».[20]
- قال رسول الله ﷺ: « يا عائشة ارفقي، فإن الله إذا أراد بأهل بيت خيرا دلهم على باب الرفق ».[21]

وسبب الحديث ما روى المقدام بن شريح عن أبيه قال: «سألت عائشة  عن البداوة فقالت: كان رسول الله ﷺ يبدو إلى هذه التلاع وإنه أراد البداوة مرة فأرسل إلى ناقة محرمة من إبل الصدقة فقال لي: يا عائشة ارفقي، فإن الرفق لم يكن في شيء قط إلا زانه، ولا نزع من شيء قط إلا شانه». والتلاع: مسابل الماء من علو إلى أسفل، وواحدها تلعة.
- قال رسول الله ﷺ: « ما أعطي أهل بيت الرفق إلا نفعهم ولا منعوه إلا ضرهم ».[22]
- قال رسول الله ﷺ: « إن الله عز وجل ليعطي على الرفق ما لا يعطي على الخرق، وإذا أحب الله عبدا أعطاه الرفق، ما من أهل بيت يحرمون الرفق إلا حرموا الخير ».[23]

قال المناوي: والمراد إذا أراد بأحد خيراً رزقه ما يستعين به مدة حياته ووفقه في الأمور ولينه في تصرفه مع الناس وألهمه القناعة والمداراة التي هي رأس العقل وملاك الأمر، وإذا أراد به سوءاً ابتلاه بضد ذلك، والأول علامة حسن الخاتمة والثاني بضده. والخرق: الحمق وهو نقيض الرفق.
وهذه النصوص التي مرت معنا تدل على أنَّ: 
| (الرِّفق في الأمور، والرِّفق بالنَّاس، واللين، والتيسير، من جواهر عقود الأخلاق الإسلامية، وأنَّها من صفات الكمال، وأنَّ الله تعالى من صفاته أنَّه رفيق، وأنه يحب من عباده الرِّفق، فهو يوصيهم به ويرغبهم فيه، ويعدهم عليه عطاءً لا يعطيه على شيءٍ آخر. ويُفهم من النصوص أنَّ العنف شَيْن خلقي، وأنَّه ظاهرة قبيحة، وأنَّ الله لا يحبه من عباده). |

## صور الرفق

### الرِّفق بالنفس في أداء ما فُرِض عليه
فالمسلم لا يُحَمِّل نفسه من العبادة مالا تطيقه، فالإسلام دين يسر وسهولة، فالمتبع له يوغل فيه برفق، 
روي أن رسول اللّه ﷺ قال: 
| رفق | إنَّ الدين يسر، ولن يشادَّ الدين أحد إلا غلبه، فسددوا وقاربوا وأبشروا، واستعينوا بالغدوة، والروحة، وشيء من الدُّلْجة. | رفق |

وعن عائشة : 
| رفق | أنَّ الحولاء بنت تويت بن حبيب بن أسد ابن عبد العزَّى مرت بها، وعندها رسول الله ﷺ قالت: فقلت: هذه الحولاء بنت تويتٍ. وزعموا أنَّها لا تنام بالليل، فقال رسول الله ﷺ: لا تنام بالليل، خذوا من العمل ما تطيقون، فو الله لا يسأم الله حتى تسأموا ). | رفق |

قال ابن القيم: (نهى النَّبي ﷺ عن التشديد في الدين بالزيادة على المشروع، وأخبر ﷺ أنَّ تشديد العبد، على نفسه هو السبب لتشديد الله عليه إما بالقدر وإما بالشرع. فالتشديد بالشرع: كما يشدد على نفسه بالنذر الثقيل، فيلزمه الوفاء به، وبالقدر كفعل أهل الوسواس. فإنهم شدَّدوا على أنفسهم فشدَّد عليهم القدر، حتى استحكم ذلك، وصار صفة لازمة لهم).

### الرِّفق مع النَّاس عامة
ويكون بلين الجانب وعدم الغلظة والجفاء، والتعامل مع النَّاس بالسماحة، قال ﷺ:
روي أن رسول اللّه ﷺ قال: 
| رفق | المؤمنون هيِّنون ليِّنون، كالجمل الأنِفِ، إن قِيد انقاد، وإذا أُنيخ على صخرة استناخ ). | رفق |

-*الأنِف=أي الذليل المؤاتي. **استناخ: من أنخت الجمل: أبركته.
وقال ﷺ: ((إنَّ الله رفيق يحب الرِّفق في الأمر كلِّه)) رواه مسلم والبخاري

### الرِّفق بالرعية
الراعي، سواء كان حاكمًا، أو رئيسًا، أو مسؤولًا، عليه أن يرفق برعيته، فيقضي حاجتهم، ويؤدِّي مصالحهم برفق، 
روي أن رسول اللّه ﷺ قال: 
| رفق | ((اللهم من ولي من أمر أمتي شيئًا فشق عليهم فاشقق عليه، ومن ولي من أمر أمتي شيئًا فرفق بهم فارفق به)). | رفق |

| رفق | وقال ﷺ: ((إنَّ شرَّ الرِّعاء الحُطَمة )). | رفق |

(وقد ضرب الرسول ﷺ في هذا الحديث مثلًا لكل راع عنيف، قاس شديد لا رحمة في قلبه على رعيته من النَّاس، سواء أكان ولي أسرة، أو صاحب سلطان، صغرت دائرة رعيته أو كبرت، فشرُّ الرعاة من النَّاس على النَّاس هو الحطمة، الذي لا رفق عنده، ولا رحمة في قلبه تليِّن سياسته وقيادته، فهو يقسو ويشتد على رعيته، ويوسعهم عسفًا وتحطيمًا، ويدفعهم دائمًا إلى المآزق والمحرجات، ولا يعاملهم بالرِّفق والحكمة في الإدارة والسياسة).
قال ابن عثيمين: (أما ولاة الأمور فيجب عليهم الرِّفق بالرعية، والإحسان إليهم، واتباع مصالحهم، وتولية من هو أهل للولاية، ودفع الشر عنهم، وغير ذلك من مصالحهم؛ لأنَّهم مسؤولون عنهم أمام الله عز وجل).

### الرِّفق بالمدعوِّين
الداعية عليه أن يرفق في دعوته، فيشفق على النَّاس ولا يشق عليهم، ولا ينفِّرهم من الدين بأسلوبه الغليظ والعنيف، (وأولى النَّاس بالتَّخلُّق بخلق الرِّفق الدعاة إلى الله والمعلِّمون، فالدعوة إلى الله لا تؤثر ما لم تقترن بخلق الرِّفق في دعوة الخلق إلى الحق، وتعليم النَّاس لا يُؤتي ثمراته الطيبات ما لم يقترن بخلق الرِّفق الذي يملك القلوب بالمحبة).
قال تعالى (في سورة النحل): ﴿ادْعُ إِلَى سَبِيلِ رَبِّكَ بِالْحِكْمَةِ وَالْمَوْعِظَةِ الْحَسَنَةِ وَجَادِلْهُمْ بِالَّتِي هِيَ أَحْسَنُ إِنَّ رَبَّكَ هُوَ أَعْلَمُ بِمَنْ ضَلَّ عَنْ سَبِيلِهِ وَهُوَ أَعْلَمُ بِالْمُهْتَدِينَ ۝١٢٥﴾ [النحل:125]

فيدعو بالحكمة والموعظة الحسنة، ويتلطَّف مع العاصي بكلام ليِّن وبرفق، ولا يعين الشيطان عليه، فعن عبد الله بن مسعود  قال: 
| رفق | (إذا رأيتم أخاكم قارف ذنبًا، فلا تكونوا أعوانًا للشيطان عليه، تقولوا: اللهم أخزه، اللهم العنه، ولكن سلوا الله العافية، فإنا- أصحاب محمد ﷺ- كنَّا لا نقول في أحد شيئًا حتى نعلم علام يموت؟ فإن خُتم له بخير علمنا أن قد أصاب خيرًا، وإن خُتم بشرٍّ خفنا عليه). | رفق |

وانظر إلى رفق إبراهيم  مع أبيه: ﴿قَالَ أَرَاغِبٌ أَنْتَ عَنْ آلِهَتِي يَا إِبْرَاهِيمُ لَئِنْ لَمْ تَنْتَهِ لَأَرْجُمَنَّكَ وَاهْجُرْنِي مَلِيًّا ۝٤٦ قَالَ سَلَامٌ عَلَيْكَ سَأَسْتَغْفِرُ لَكَ رَبِّي إِنَّهُ كَانَ بِي حَفِيًّا ۝٤٧﴾ سورة مريم
قال الشنقيطي: (بيَّن الله جل وعلا في هاتين الآيتين الكريمتين أنَّ إبراهيم لما نصح أباه النصيحة المذكورة مع ما فيها من الرِّفق واللين، وإيضاح الحق، والتحذير من عبادة ما لا يسمع ولا يبصر، ومن عذاب الله تعالى، وولاية الشيطان، خاطبه هذا الخطاب العنيف وسماه باسمه، ولم يقل له يا بني في مقابلة قوله له يا أبت، وأنكر عليه أنَّه راغب عن عبادة الأوثان، أي: معرض عنها لا يريدها؛ لأنَّه لا يعبد إلا الله وحده جل وعلا، وهدَّده جلَّ وعلا، وهدَّده بأنَّه إن لم ينته عما يقوله له ليرجمنه، قيل: بالحجارة، وقيل: باللسان شتمًا، والأول أظهر، ثم أمره بهجره مليًّا، أي: زمانًا طويلًا، ثُمَّ بيَّن أنَّ إبراهيم قابل أيضًا جوابه العنيف بغاية الرِّفق واللين، في قوله: ﴿قَالَ سَلَامٌ عَلَيْكَ سَأَسْتَغْفِرُ لَكَ رَبِّي إِنَّهُ كَانَ بِي حَفِيًّا ۝٤٧﴾ [مريم:47].

### الرِّفق بالخادم والمملوك
روي عن أبي هريرة  أن رسول اللّه ﷺ قال: 
| رفق | للمملوك طعامه وكسوته بالمعروف، ولا يكلَّف من العمل إلا ما يطيق | رفق |

.
قال الشنقيطي: (فأوجب على مالكيهم الرِّفق والإحسان إليهم، وأن يطعموهم مما يطعمون، ويكسوهم مما يلبسون، ولا يكلفوهم من العمل ما لا يطيقون، وإن كلفوهم أعانوهم؛ كما هو معروف في السُّنَّة الواردة عنه ﷺ مع الإيصاء عليهم في القرآن).

### الرفق بالحيوان
وقد جعل رسول الله ﷺ الرحمة بالحيوان باباً من أبواب الأجر ودخول الجنة، كما جعل القسوة معها سبباً لدخول النار.
روي عن أبي هريرة  في  صحيح البخاري ومسلم: 
| رفق | بينما كلب يطيف بركية (أي بئر) قد كاد يقتله العطش، إذ رأته بغي من البغايا، فنزعت موقها (أي حذائها)، فاستقت له به، فسقته إياه، فغفر لها | رفق |

روي عن ابن عمر  في  صحيح البخاري: 
| رفق | دخلت امرأة النار في هرة ربطتها، فلم تطعمها، ولم تدعها تأكل من خشاش الأرض | رفق |